# Geissweidbach (Lunnerenbach)
Der Geissweidbach (im Oberlauf Tädikerbächli) ist ein 1,9 Kilometer langer linker Zufluss des Lunnerenbachs in den Gemeinden Arni, Aesch und Oberwil-Lieli in den Kantonen Aargau und Zürich. Er entwässert ein kleines Gebiet im zentralen Teil des Holzbirrliberg-Hügelzuges.

## Geographie

### Verlauf
Der Bach entspringt als Tädikerbächli auf 609 m ü. M. im Fronwald bei der Flur Tetiker oberhalb von Arni auf Aargauer Boden. Nach rund 30 Meter langem Bachlauf nach Nordwesten bildet er die Kantonsgrenze. Kurz danach wendet er sich nach Norden und durchfliesst die Tädikermatt auf Zürcher Boden, ehe er bei der Einmündung des Chüestellibachs ganz auf Aargauer Gebiet übertritt. Gleichzeitig verlässt er das Waldgebiet und verläuft nun eingedolt unter mehreren Feldern hindurch.
Dabei wird er nach Nordwesten geleitet, wobei er den ebenfalls eingedolten Chüewaldbach von rechts aufnimmt, der mit einer Länge von 1,1 Kilometer hier rund 400 Meter länger als der Geissweidbach ist, und dann den Hof Litzibuch rechts über seiner Mulde passiert. Nach rund 830 Meter langem Verlauf tritt er, direkt bei der Einmündung des Baches Arnimatte von links, wieder an die Oberfläche. Der Bach, der ab hier Geissweidbach genannt wird, fliesst nun vorwiegend gegen Osten durch ein kleines bewaldetes Tobel. Schliesslich mündet er auf 553 m ü. M. im Gruenhaldentobel direkt auf der Kantonsgrenze von links und Südwesten in den Oberlauf des wesentlich kürzeren und weniger Wasser führenden Lunnerenbachs.

### Zuflüsse
- Chüestellibach (im Aargau Aescherbüel) (rechts), 0,47 km
- Fronwald 2 (links), 0,15 km
- Fronwald 1 (links), 0,08 m
- Litzibuechermoos (links), 0,35 km
- Chüewaldbach (im Aargau Gatter) (rechts), 1,1 km
- Arnimatte (links), 0,67 km